# Évaluation sommative
Pour un article plus général, voir Évaluation.
Le concept d'évaluation sommative est utilisé en pédagogie et en évaluation des politiques publiques. Une évaluation sommative fait la somme des acquis d'un individu ou d'un projet pour le définir, le situer ou le classer.

## Histoire des concepts d'évaluation sommative et formative
Les concepts d'évaluation sommative et formative ont été apportés par Michael Scriven en 1967, dans le contexte de l'évaluation de programmes éducatifs (curriculum evaluation). Pour Scriven, toutes les techniques d'évaluation peuvent être sommatives, mais seules certaines sont formatives. Benjamin Bloom reprend dans les années suivantes cette distinction pour l'appliquer au processus d'apprentissage, notamment dans son ouvrage Handbook on formative and sommative evaluation of student learning.
Cette distinction a connu un large succès dans deux domaines d'évaluation : en pédagogie et dans l'évaluation des politiques publiques.

## En pédagogie
En pédagogie, l'évaluation sommative vise à estimer les apprentissages acquis à la fin d'un processus de formation, en les comparant à un niveau à atteindre préalablement établi. C'est une démarche consistant à sommer, c'est-à-dire additionner des points censés représenter des niveaux de performance acquise ou à soustraire des points par exemple en fonction des erreurs commises. Cette démarche d'évaluation prend en compte des pondérations accordées aux éléments évalués.
Une évaluation sommative vise avant tout à déterminer les acquis de l'apprenant tant d'un point de vue qualitatif que quantitatif. Autrement dit, l'objet premier d'une évaluation sommative est ce que l'apprenant réussit.

### Fonctions
La démarche d'évaluation sommative peut être utilisée pour les trois fonctions de l'évaluation : formative (de régulation), certificative ou d'orientation.
À l'heure actuelle, il y a encore quelques enseignants qui peuvent confondre la démarche d'évaluation (« sommative ») avec la fonction de l'évaluation (« formative », « certificative », « d'orientation »).

#### Formation
En pédagogie, l'évaluation formative est une évaluation qui a pour fonction d'améliorer l'apprentissage en cours en détectant les difficultés de l'apprenant (diagnostic) afin de lui venir en aide (remédiation), en modifiant la situation d'apprentissage ou le rythme de cette progression, pour apporter (s'il y a lieu) des améliorations ou des correctifs appropriés. L'évaluation formative a une fonction pédagogique : elle suit une logique de régulation afin de soutenir le processus d'apprentissage de l'élève ou de l'étudiant, et afin de l'aider à se rapprocher des objectifs de formation.
Les implications pour l'enseignant sont nombreuses, dans la mesure où la mise en œuvre de l'évaluation formative nécessite un changement d'attitude de la part de l'enseignant : une modification des attitudes d'évaluation, du statut de l'erreur, de l'implication de l'apprenant dans la mise en œuvre des décisions pédagogiques et des évaluations.
Si la fonction est formative (réguler l'apprentissage en cours) ou d'orientation (préparer une nouvelle action), on peut se demander si la démarche sommative est la plus indiquée dans le contexte précis où elle est appliquée.

#### Certification
Si la démarche d'évaluation sommative est uniquement utilisée dans une fonction certificative (et par conséquent jamais dans une fonction de régulation ou formative), elle est appelée aussi évaluation certificative, c'est-à-dire quand il y a à la clé délivrance d'un diplôme après l'action de formation et visant à vérifier que « les acquisitions visées par la formation ont été faites ». L'évaluation certificative a une fonction administrative et sociale. L'évaluation certificative est un jugement à la fin d'un cursus d'études dans lequel il n'est plus temps d'apprendre encore, mais d'évaluer de façon aussi précise que possible le niveau de connaissance et de compétence atteint. Elle doit mener à un bilan, un rapport, une certification, une attestation, des crédits ou un diplôme.
L'évaluation certificative consiste à certifier institutionnellement (devant la société, les autorités institutionnelles, les familles, les élèves, les étudiants, les collègues) les effets d'une action menée et considérée comme achevée. Elle donne une chance au candidat d'obtenir un privilège (diplôme, poste professionnel ou siège dans une grande école) après l'action de formation et vise à vérifier que les acquisitions visées par la formation ont été faites.
L'évaluation certificative peut prendre deux grandes formes :
- l'une est liée à la notion d'examen, de l'ordre du bilan : l'évaluateur doit, au terme d'un apprentissage, certifier la maîtrise des connaissances et/ou des compétences en vue de prendre la décision de réussite ou d'échec et, éventuellement, la décision relative à un classement des apprenants sur la base de leur niveau de performance ;
- l'autre est liée à la notion de concours, de l'ordre de la sélection : à la jonction de deux cycles d'apprentissage (l'un entièrement terminé, l'autre susceptible de s'ouvrir), l'évaluateur peut avoir à sélectionner un certain nombre de personnes pour une nouvelle filière de formation. Exemples : concours de professeur, de policier, d'entrée en classe préparatoire, d'entrée en faculté de pharmacie.

## En évaluation de politiques publiques
Dans l'évaluation d'une intervention publique, et dans la suite de Michael Scriven, une évaluation sommative vise à établir un jugement final sur l'ensemble des conséquences d'une intervention, généralement au regard de critères fixés à l'avance. 
Contrairement à l'évaluation formative qui se place dans une logique d'amélioration, l'évaluation sommative permet plutôt de décider de la poursuite ou non d'une intervention. Mener une telle évaluation demande une certaine distance avec l'objet évalué, car il ne faut pas être pris ici dans des enjeux d'empathie, par exemple. C'est pourquoi, selon Scriven, la même personne ne peut mener une évaluation formative puis une évaluation sommative d'une même intervention.